# Triuridopsis intermedia
Triuridopsis intermedia ist eine mykoheterotrophe, blattgrünlose Pflanzenart und eine von zwei Arten ihrer Gattung aus der Familie der Triuridaceae.

## Beschreibung
Triuridopsis intermedia ist eine durchscheinend weiße, krautige Pflanze und erreicht eine Wuchshöhe von 4 bis 12 Zentimetern. Die Internodien des Rhizoms sind 4 bis 36 mm lang, an jedem Knoten stehen zwei zylindrische Wurzeln sowie ein dreieckig-eiförmiges, spitz zulaufendes Schuppenblatt, letzteres wird 1,4 bis 2,7 Millimeter lang und 1 bis 1,7 Millimeter breit. Die bis zu 5,5 Zentimeter langen und 0,4 bis 1,2 Millimeter breiten, kahlen Wurzeln sind endogenen Ursprungs und von den Hyphen der Mykorrhiza teils dunkel gefärbt. Der 2 bis 6 Zentimeter lange, aufrechte Stängel weist gelegentlich ein einzelnes schuppenblattartiges, eiförmig-dreieckiges Blatt auf, das eine Länge von 1,7 bis 2,3 Millimeter und eine Breite von 0,8 bis 1,2 Millimeter erreicht.
Die Art ist eingeschlechtig zweihäusig (diözisch). Der Blütenstand ist eine endständige, zwei- bis sechzehnblütige, 10 bis 70 Millimeter lange Traube. Die dreieckigen Tragblätter laufen spitz zu und sind an ihrem äußersten Ende einwärts gebogen, 1 bis 4 Millimeter lang und 0,7 bis 1,7 Millimeter breit. Die Blütenstiele sind 2,3 bis 6 Millimeter lang. Die drei dreieckigen Blütenhüllblätter sind 2 bis 4 Millimeter lang und ebenso breit. Sie sind am Ansatz verwachsen, mit aufgebogenen Rändern und langen fadenförmigen Anhängseln. Bei den weiblichen Blüten, mit einem kleinen Blütenbecher, sind viele freie Fruchtblätter mit kurzen Griffeln vorhanden. Bei den männlichen Blüten sind drei kurze Staubblätter mit dicken Staubfäden ausgebildet.

## Verbreitung
Die Art ist nur von einem Standort in der bolivischen Region Alto Beni bekannt, wo sie in einem kleinen Regenwald auf 600 Meter Höhe inmitten eines weithin entwaldeten Gebietes unter stark beschatteten, feuchten Bedingungen in nährstoffreicher Erde und in Gruppen aus zahlreichen Individuen wuchs.

## Systematik
Triuridopsis intermedia wurde 2000 durch Thassilo Franke, Ludwig Beenken und Christoph Johannes Hahn als zweite Art der Gattung erstbeschrieben, nachdem erst 1994 Paulus Johannes Maria Maas und Hillegonda Maas-van de Kamer die Gattung anhand von Triuridopsis peruviana erstbeschrieben hatten.